# Artux
Cette page contient des caractères spéciaux ou non latins. S’ils s’affichent mal (▯, ?, etc.), consultez la page d’aide Unicode.
Artux (阿图什 ; pinyin : Ātúshí ; ouïghour : ئاتۇش / Atuş) est une ville de la région autonome du Xinjiang en Chine. C'est une ville-district placée sous la juridiction de la préfecture autonome kirghiz de Kizilsu.

## Géographie

### Localisation
La ville est située dans la partie nord-ouest du bassin du Tarim, au sud des montagnes du Tian Shan.

### Climat
La température moyenne annuelle de la ville est de 12,0 °C, avec une précipitation d'environ 80 millimètres par an.

### Transports
Artux est desservi par la ligne ferroviaire du Sud-Xinjiang.

## Histoire
La sépulture du sultan Satuq Bughra Khan, premier dirigeant turc à se convertir à l'islam au Xe siècle, est située à Artux.
Selon le folklore ouïghour, c'est d'Artux que viendrait la passion pour le football de la région durant les années 1920 (Artux n'étant encore qu'un village à cette époque).

Ainsi, des étudiants du village se seraient rendus à Kachgar pour disputer une rencontre de football contre des membres du personnel du consulat britannique local. Après la victoire 2-0 des étudiants d'Artux, le consul britannique quitte le terrain furieux et n'honore pas sa promesse de remettre à l'équipe gagnante un cheval et une selle. Cette anecdote constitue un peu « La naissance symbolique de la popularité du football chez les Ouïghours ».

## Population et société

### Démographie
La population du district était de 190 882 habitants en 1999.

### Personnalités liées à Artux
- Anwar Yusuf Turani (1962-), indépendantiste ouïghour né à Artux.
- Ilham Tohti (1969-), économiste né à Artux.

## Économie
La principale économie d'Artux est tout d'abord l'agriculture, principalement de coton, de vignes et de moutons.

## Galerie

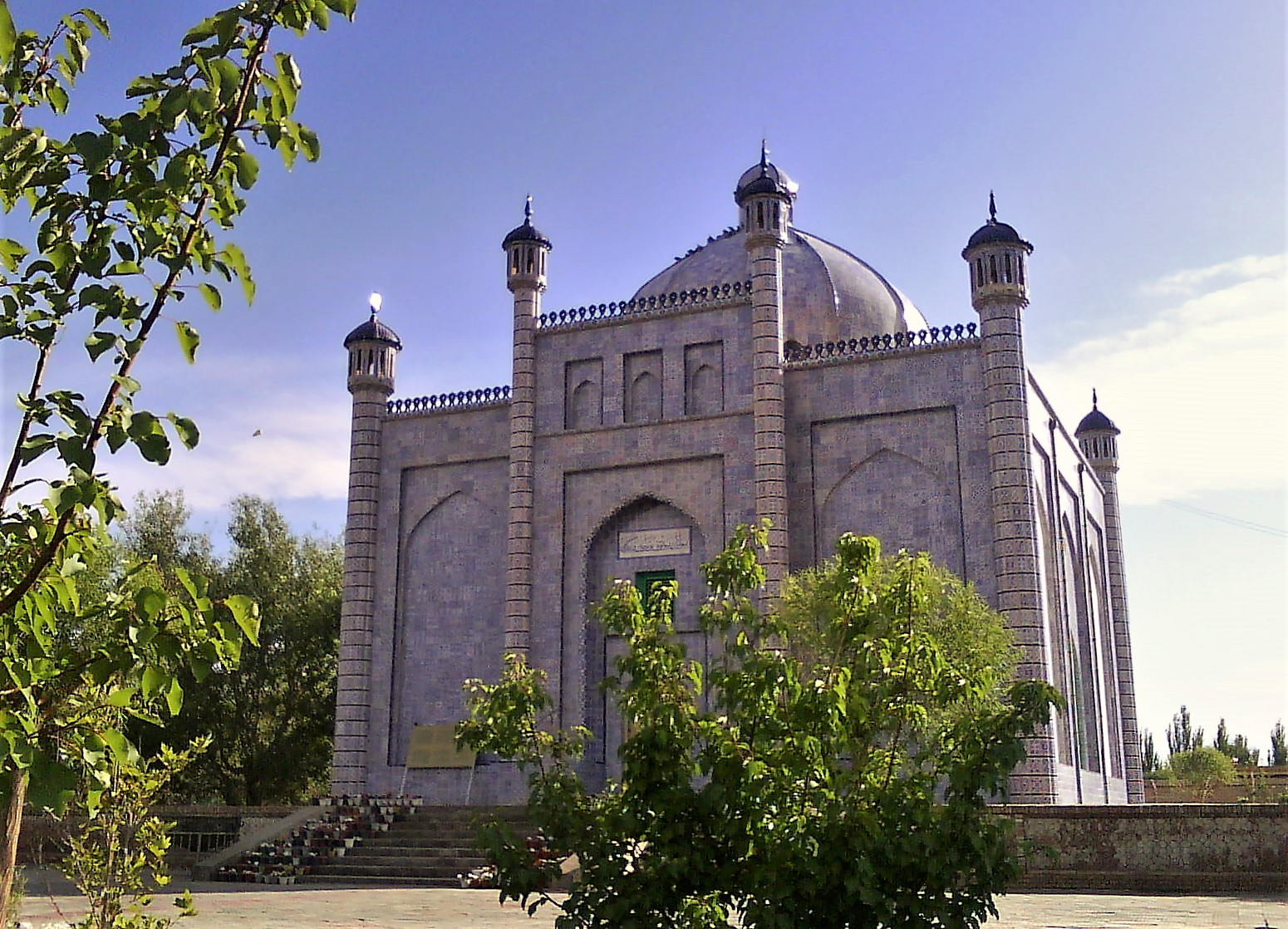
Mausolée du Sultan Satuq Bughra Khan à Artux